# Wiedemannia lagunae
Wiedemannia lagunae är en tvåvingeart som först beskrevs av Becker 1908.  Wiedemannia lagunae ingår i släktet Wiedemannia och familjen dansflugor.
Artens utbredningsområde är Kanarieöarna. Inga underarter finns listade i Catalogue of Life.